# Cyclopodia bougainvillensis
Cyclopodia bougainvillensis är en tvåvingeart som beskrevs av Oskar Theodor 1959. Cyclopodia bougainvillensis ingår i släktet Cyclopodia och familjen lusflugor. Inga underarter finns listade i Catalogue of Life.